# Verrerie Saint-Albert
La Verrerie Saint-Albert fut construite après 1873 et était située Rue du Marais actuelle rue Apolinaire-Gaspart à Aniche dans le département du Nord. Son directeur était Jules Albert Magin (1828 - Aniche 13/3/1892),. La société sera dissoute en 1891.

## Un peu d'histoire
Le journal, L'Écho des frontières publie un fait divers de mauvais présage concernant le chien de M. Magin, un griffon à longs poils, qui s'est fait attaquer et dévorer par des corbeaux lors de l'hiver 1885. Cet hiver avait été marqué par un long épisode neigeux d'une quinzaine de jours,.
Le 9 février 1891 le bassin de fusion du verre s'effondre entraînant un important incendie. Deux pompes communales et la pompe de la verrerie Saint-Martin ainsi que ses ouvriers viennent en renfort dans la lutte contre l'incendie qui prendra plus de deux heures avant d'être vaincu. L'incendie met au chômage 120 verriers.
La société Magin & Cie ne s'en relève pas et est dissoute le 12 novembre 1891 M. Magin, Bouché et Dumont.

## Cité des marronniers
Le coron de la verrerie subsistera jusqu'aux années 1980 où il fut démoli. Il avait pris le nom de cité des Marronniers à cause de la présence de ces grands arbres. Lors de la première guerre mondiale cette cité abritait des aviateurs, un champ d'aviation s'étant établi tout à proximité.
Une nouvelle cité fut reconstruite avec le même nom s’élargissant même vers l'ancienne voie ferrée de la gare Sainte-Hyacinthe.

## Champ d'aviation

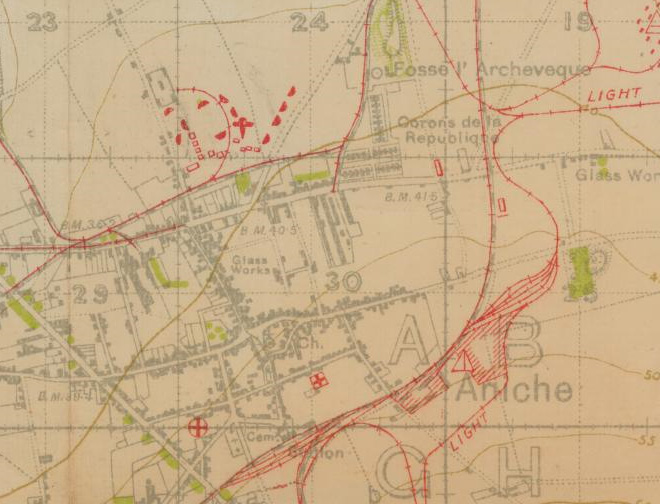
Aniche - Champ d'aviation de 1918

Du 6 février 1918 au 16 mars 1918 la Jagdstaffel 23 (en) de la Luftwaffe ouvre un terrain d'aviation entre la cité des Marronniers et  la cité Traisnel avec 22 hangars et des aéroplanes Albatros D.II puis la Jagdstaffel 58 (en) et  Jagdstaffel 36 prendrons le relai jusqu'à l'arrivée de la Royal Air Force le 24 octobre 1918 avec l'arrivée du No. 40 Squadron RAF.
La Première Guerre mondiale provoque d'abord un fort ralentissement de l'activité industrielle verrière, puis entraîne la destruction par l'occupant de la majorité des installations avant son départ en octobre 1918.